# Declaração dos Direitos Humanos no Islã

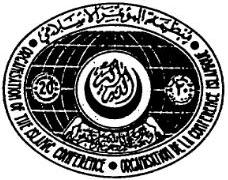
Selo da Declaração do Cairo sobre os Direitos Humanos no Islã.

A Declaração dos Direitos Humanos no Islã (DDHI) também conhecida como a Declaração de Cairo (1990), é uma declaração por parte dos estados membros da Organização para a Cooperação Islâmica que proporciona uma visão geral da perspectiva muçulmana dos direitos humanos, e tem a Charia como fonte principal. A DDHI declara que seu objetivo é ser um guia para os estados membros da OCI no campo dos direitos humanos. De maneira geral, esta declaração é considerada uma resposta para a Declaração Universal dos Direitos Humanos das Nações Unidas. Contudo, no seu Artigo 24 afirma: "Todos os direitos e liberdades estipulados nesta Declaração estão sujeitos à Xaria (lei islâmica)".

## História
Países predominantemente muçulmanos, como Sudão, Paquistão, Irã e Arábia Saudita criticavam frequentemente a Declaração Universal dos Direitos Humanos porque consideravam que não tomava em consideração o contexto cultural e religioso dos estados não ocidentais. Em 1981, Said Rajaie-Khorassani, representante do Irã pós-revolucionário na ONU, explicou a posição do seu país diante da DUDH e afirmou que esta era uma “interpretação secular da tradição judaica-cristã” e portanto não podia ser posta em prática pelos muçulmanos sem infringir a lei islâmica.
A DDHI foi adotada em 5 de agosto de 1990 por 45 ministros de relações exteriores da  Organização para a Cooperação Islâmica para servir como guia aos estados membros em relação ao tema dos direitos humanos.

## Conteúdo
A declaração começa proibindo qualquer tipo de “discriminação por razões de raça, cor, idioma, sexo, crença religiosa, afiliação política, status sociais ou de outras considerações”. Proclama a santidade da vida e declara a “preservação da vida humana” como um “dever prescrito na Charia”. Além disso, a DDHI garante aos “não combatentes, como anciãos, mulheres e crianças, como também feridos, adoentados e prisioneiros de guerra” o direito de serem alimentados e receberem abrigo, segurança e tratamento médico em tempos de guerra. 
A DDHI reconhecido o direito de matrimônio a homens e mulheres sem distinção de raça, cor ou nacionalidade, mas não de religião. Assim mesmo, o artigo 6 reconhece a mulher “igualdade de dignidade humana”, e a titularidade dos direitos e obrigações; também sua “personalidade civil, garantias de propriedade e o direito de manter seu nome e sobrenome”. Não faz referência a igualdade de direitos em geral, ainda que exista uma proibição de discriminação por razões de sexo. A declaração responsabiliza o homem como protetor social e econômico da família. Reconhece ambos progenitores os direitos sobre os seus filhos e a responsabilidade da sua proteção, antes e depois do nascimento. A Declaração também garante a cada família o direito de intimidade. Proíbe o despejo de toda a família de sua residência. Inclusive se a família é separada por motivos de guerra é responsabilidade do estado favorecer a reunião da família.  
No décimo artigo, a declaração afirmaː “O Islã é a religião de natureza intocada. É proibido exercer qualquer forma de compulsão sobre o homem ou explorar sua pobreza ou ignorância a fim de convertê-lo a outra religião ou ateísmo. Comenta a International Humanist and Ethical Unionː "como é geralmente aceito no mundo islâmico que somente a compulsão ou a ignorância levariam alguém a abandonar o Islã, a conversão do Islã é, assim, efetivamente proibida".
A DDHI diz proteger o indivíduo em caso de detenção arbitrária, tortura ou tratamentos indignos ou inumanos; especificando que ninguém será um experimento de médicos ou cientistas e se proíbe a tomada de reféns em toda a circunstância ou em qualquer motivo ou pretexto; não será permitido a promulgação de leis excepcionais que permitam tais ações. A Declaração garante a presunção da inocência, alguém só pode ser considerado culpado depois de um julgamento justo com todas as garantias necessárias para sua defesa. O artigo 19 estabelece que não haverá crimes ou castigos senão os mencionados na Charia. 
É reconhecido o direito de participar, direta ou indiretamente, dos assuntos públicos, assim como assumir funções públicas, conforme o estipulado nos preceitos da Charia. A referência a lei islâmica evoca o debate sobre a compatibilidade entre a democracia e o islã.
A Declaração defende o pleno direito a liberdade e a autodeterminação, e sua oposição a escravatura, opressão, exploração ou colonialismo. Se declara a favor do princípio da legalidade, com igualdade e justiça universais. Também garante a todo indivíduo “o direito de participar, direta ou indiretamente”, na administração dos direitos nacionais de caráter público. Todo o abuso de poder é proibido. 
A declaração  (Artigo 22) concede a todo o indivíduo o direito de expressar sua opinião livremente, e é incentivado a difundir aquilo que é ético e justo, desde que não contrarie a Xaria. Proíbe o uso deste direito quando possa ser "explorado ou mal utilizado,  de tal maneira que possa violar a santidade e a dignidade dos profetas, minar os valores morais e éticos ou desintegrar, corromper ou prejudicar a sociedade ou enfraquecer a sua fé".
Nos artigos 24 e 25 se concluí que todos os direitos e liberdade mencionados estão sujeitos a lei islâmica, que é reconhecida como a única fonte de documentação, interpretação ou esclarecimento. Também é reservado à “verdadeira religião” o papel de garantia da dignidade humana.  

## Críticas
A DDHI é acusado de não cumprir os pilares dos direitos humanos internacionais, ao não defender a  liberdade religiosa. O artigo 5 proíbe impor qualquer restrição ao matrimônio, seja por razões de raça, cor ou nacionalidade. É notável que a religião não está incluída nesta lista, logo homens e mulheres podem ser impedidos de se casar por base de suas religiões.  
A DDHI também é criticada por não apoiar a igualdade de gênero entre homens e mulheres, pois parece reafirmar a superioridade do gênero masculino. No artigo 6, é garantido as mulheres uma dignidade equivalente, porém sem igualdade em outros tópicos. Além disso, o artigo supõe o marido como o responsável de manter a família, sem uma obrigação similar com o caso das mulheres. Finalmente, não faz nenhuma menção a prática generalizada em alguns países islâmicos de homens terem várias esposas.   
Adama Dieng, um integrante da Comissão Internacional de Juristas, criticou a DDHI argumentando que a declaração ameaça gravemente o consenso intercultural sobre qual se baseia os instrumentos internacionais dos direitos humanos, a qual conduz a uma intolerável discriminação contra os não muçulmanos e a mulheres. Argumenta além disso, que a declaração revela um caráter intencionalmente omisso no que se refere aos direitos e liberdades fundamentais, ocasionando que certas garantias não são cumpridas em vários países islâmicos; práticas tais como o castigo corporal podem ser legitimadas sob a lei islâmica.